# La mano en el fuego
«La mano en el fuego» es una canción del grupo español Fangoria, publicada como el tercer sencillo de su cuarto álbum de estudio, Arquitectura efímera, el 18 de octubre de 2004 a través de GASA. Su composición estuvo a cargo de Alaska, Nacho Canut, Pablo Sycet, Fernando Delgado, Manuel Ríos y Mauro Canut; mientras que fue producida por Fangoria y Carlos Jean. El tema, que tiene una estructura pop sencilla y directa que recuerda a Alaska y los Pegamoides, cuenta con coros que remiten al sonido Filadelfia. 

## Antecedentes y composición
A pesar de las influencias musicales que querían incorporar, como el estilo de Grandaddy, Dandy Warhols y Kylie Minogue, el resultado final terminó siendo una mezcla inesperada de sonidos más electrónicos y con una reminiscencia de Camilo Sesto, distanciándose de lo que inicialmente habían imaginado. La letra habla cuando uno está enamorado, todos los demás advierten sobre la persona con la que se está involucrado, pero el enamorado se mantiene firme en su defensa.
Para la canción se inspiraron en una de las influencias musicales que rara vez se ha reflejado en su música, a pesar de su importancia: el pop británico, con bandas como Blur, Suede y la figura clave de Jarvis Cocker. En esta canción, finalmente, es posible percibir esos arreglos y ese sonido característico del pop británico. En cuanto a la letra, Alaska la describe como un reflejo de cinismo: quien canta sabe que la relación está destinada al fracaso, pero la única manera de continuar es ignorar esa certeza y seguir adelante con la ilusión.

## Vídeo musical
Dirigido por el artista Martín Sastre, fue rodado en la sala Cool de Madrid y en el Palacio de Linares sede de la Casa de América. El vídeo comienza con un diálogo telepático entre Martín Sastre y Alaska sobre los bajos presupuestos para luego sumergirse en recreaciones de vídeos icónicos de Michael Jackson, Madonna o U2 entre otros. Se realizaron dos versiones del vídeo, una para el DVD integrado al CD de Arquitectura efímera y otra como vídeo musical.

## Lista de canciones y formatos
| Sencillo promocional en CD publicado en España |                       |          |  |
| N.º                                            | Título                | Duración |  |
| 1.                                             | «La mano en el fuego» | 02:53    |  |

| Sencillo en CD publicado en España |                                                   |          |  |
| N.º                                | Título                                            | Duración |  |
| 1.                                 | «La mano en el fuego» (Versión álbum)             | 02:51    |  |
| 2.                                 | «La mano en el fuego» (Vive la Fête 'Filo' Remix) | 04:07    |  |
| 3.                                 | «Carlos baila en otra dimensión» (Medley)         | 06:53    |  |

| Sencillo en vinilo de 12" publicado en España |                                                   |          |  |
| N.º                                           | Título                                            | Duración |  |
| 1.                                            | «La mano en el fuego» (Versión álbum)             | 02:51    |  |
| 2.                                            | «La mano en el fuego» (Vive la Fête 'Filo' Remix) | 04:07    |  |
| 3.                                            | «Carlos baila en otra dimensión» (Medley)         | 06:53    |  |

## Posicionamiento en listas

### Semanales
| País (lista)        | Posición |
| ------------------- | -------- |
| España (Promusicae) | 1        |

## Créditos y personal
| - Alaska: voz, composición, producción - Ignacio Canut: composición, producción - Fernando Delgado: composición - Manuel Ríos: composición - Mauro Canut: composición - Pablo Sycet: composición | - Carlos Jean: producción, coros, teclado, guitarra - José Luis Crespo: grabación, masterización, mezcla - Ger Espada: coros - Rubén Suárez: coros - Carles Congost: fotografía |

Fuentes: Discogs y notas del sencillo en CD de «Entre mil dudas».